# Stazione di Ermont-Eaubonne
La stazione di Ermont-Eaubonne (in francese Gare de Ermont - Eaubonne) è una stazione ferroviaria situata tra i comuni di Ermont e Eaubonne, Francia.